# Ernesto Giobando
Ernesto Giobando S.J. (Santa Fé, 13 de dezembro de 1959) é um prelado argentino da Igreja Católica Romana. Ele serve como bispo de Mar del Plata desde 2024.

## Biografia
Nascido em Santa Fé, Argentina, depois de frequentar o Colégio Jesuíta da Imaculada, ingressou na Companhia de Jesus em 7 de dezembro de 1978. Posteriormente, continuou os estudos na Faculdade de Filosofia e Teologia de São Miguel, no Collegio Massimo San José, obtendo a Licenciatura e o Grau.
Giobando foi ordenado padre em 17 de novembro de 1990 e fez sua profissão na Companhia em 9 de maio de 2000. Ocupou os seguintes cargos após sua ordenação: Ministro (1991-1992) e Professor do Collegio Massimo; Ministro do CIAS (Centro de Investigación y Accòn Social; Superior da Residência Regina Martyrum em Buenos Aires; Secretário Nacional do Apostolado da Oração na Argentina; Diretor Nacional do Movimento Eucarístico Juvenil; Membro do Conselho Presbiteral e responsável pelo Pastoral de Adultos na Arquidiocese de Buenos Aires e Reitor da Residência da Sagrada Família em Montevidéu, no Uruguai.
Em 5 de março de 2014 foi nomeado bispo auxiliar de Buenos Aires e bispo titular de Appiaria pelo Papa Francisco. Recebeu a ordenação episcopal em 3 de maio, na Catedral de Buenos Aires, de Mario Aurelio Poli, arcebispo de Buenos Aires, com o bispo de Lomas de Zamora, Jorge Rubén Lugones, o bispo de Azul, Hugo Manuel Salaberry Goyeneche, o bispo de Jujuy, César Daniel Fernández e o bispo auxiliar emérito de Buenos Aires, Horacio Ernesto Benites Astoul, atuando como co-consagradores.
Em 17 de janeiro de 2024 foi nomeado administrador apostólico da Diocese de Mar del Plata. Dentro da Conferência Episcopal Argentina, é membro da Comissão de Pastoral Social.
Em 12 de dezembro de 2024, foi nomeado pelo Papa Francisco como bispo de Mar del Plata.